# 名犬ロンドン物語
『名犬ロンドン物語』（めいけんロンドンものがたり、英語: The Littlest Hobo）は、1958年7月6日に公開されたアメリカ映画、および同作品のヒットを受けてカナダで制作されたテレビドラマシリーズである。

## 概要

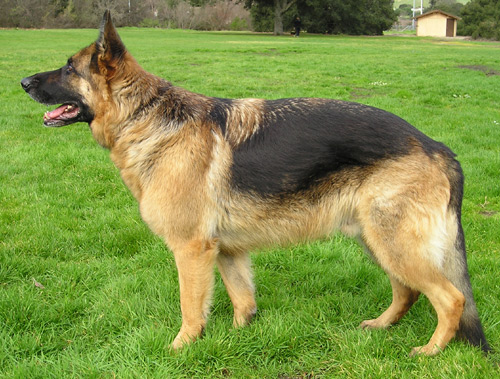
ジャーマン・シェパード・ドッグ
ロンドンはこの種類の犬

ジャーマン・シェパード・ドッグのロンドンを主役にした作品シリーズ。映画版・テレビ版ともに実写ドラマである。
ロンドンは、名犬ラッシーや名犬リンチンチンと違って飼い主のいない放浪の犬であり、列車などによる移動で街から街へと流離う。そして流れ着いた先では、人々の間で起こる難問題の解決に向けて影から手助けをする。作品中ではロンドンに正式な呼び名がなく、人々から "Hobo" （ホーボー。列車などに無賃乗車して各地を流離う労働者のこと）などと呼ばれる。

## 映画版
- 監督：チャールズ・R・ロンドゥー (Charles R. Rondeau)
- 制作国：アメリカ合衆国
- 映像：モノクロ
- 音声：モノラル
- 言語：英語
- 上映時間：77分

## テレビ版
テレビ版は、1963年 - 1965年放送版と1979年 - 1985年放送版の2種類がある。前者はカナダとアメリカで2シーズンにわたって放送。また日本でも、1963年10月17日から1965年10月3日まで日本テレビ系列局で放送されていた（中断期間あり）。後者は6シーズンにわたって放送された。

### 1963年 - 1965年放送版
- 監督：ディック・ダーリー (Dick Darley)
- 制作国：カナダ
- 映像：モノクロ（一部カラー/第1話 - 第3話）
- 言語：英語
- 放送枠：1話30分

### 日本語版テレビシリーズ
- 製作：読売テレビ
- 提供：三共（現・第一三共）
- 主題歌：田辺靖雄
- 放送時間：
  - 木曜 21:00 - 21:30 （1963年10月17日 - 1964年10月8日）
  - 木曜 19:00 - 19:30 （1964年10月29日 - 1965年2月4日）
  - 火曜 19:00 - 19:30 （1965年5月11日 - 1965年7月27日）
  - 日曜 21:30 - 22:00 （1965年8月29日 - 1965年10月3日）